# Erato voluta
Erato voluta är en snäckart som först beskrevs av Montagu 1803. Enligt Catalogue of Life ingår Erato voluta i släktet Erato och familjen Triviidae, men enligt Dyntaxa är tillhörigheten istället släktet Erato och familjen Eratoidae. Arten är reproducerande i Sverige. Inga underarter finns listade i Catalogue of Life.

## Bildgalleri

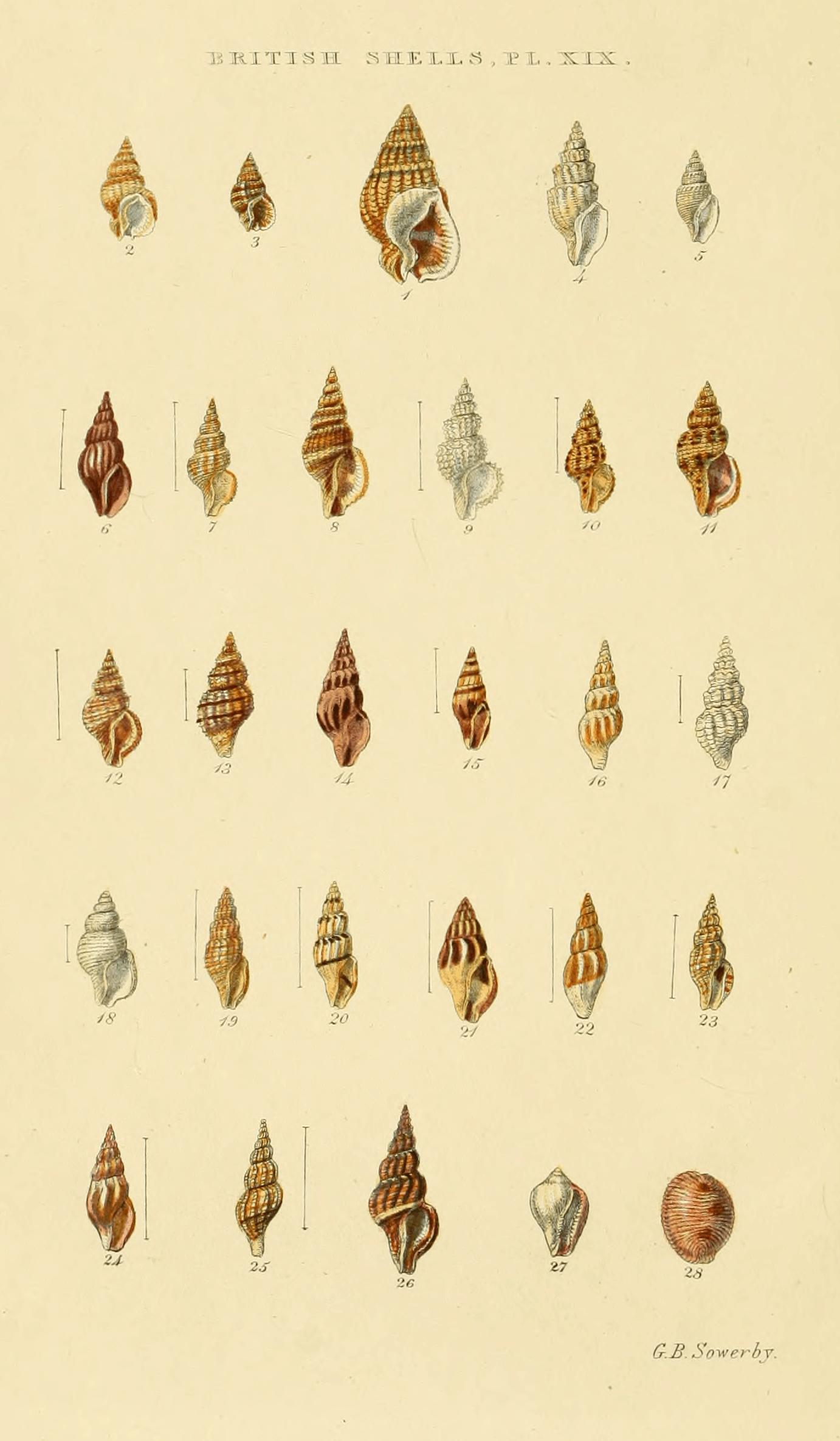